# اتینی
آتنی، روستایی است از توابع بخش چهاردانگه شهرستان ساری در استان مازندران ایران

## جمعیت
این روستا در دهستان چهاردانگه قرار داشته و براساس آخرین سرشماری مرکز آمار ایران که در سال ۱۳۸۵ صورت گرفته، جمعیت آن ۱۱۰نفر (۳۲خانوار) بوده‌است.